# Чарук-Дуз-Махале
Чарук-Дуз-Махале (перс. چاروق دوزمحله) — село в Ірані, у дегестані Рудбоне, у бахші Рудбоне, шагрестані Ляхіджан остану Ґілян. За даними перепису 2006 року, його населення становило 166 осіб, що проживали у складі 57 сімей.

## Клімат
Середня річна температура становить 14,70°C, середня максимальна – 28,70°C, а середня мінімальна – 0,25°C. Середня річна кількість опадів – 1171 мм.
| Клімат поселення                              | Клімат поселення | Клімат поселення | Клімат поселення | Клімат поселення | Клімат поселення | Клімат поселення | Клімат поселення | Клімат поселення | Клімат поселення | Клімат поселення | Клімат поселення | Клімат поселення | Клімат поселення |
| Показник                                      | Січ.             | Лют.             | Бер.             | Квіт.            | Трав.            | Черв.            | Лип.             | Серп.            | Вер.             | Жовт.            | Лист.            | Груд.            |                  |
| Середній максимум, °C                         | 9,05             | 9,44             | 11,93            | 17,71            | 21,84            | 25,62            | 28,70            | 28,37            | 25,29            | 21,10            | 16,46            | 12,30            |                  |
| Середня температура, °C                       | 4,65             | 5,04             | 7,53             | 13,31            | 17,42            | 21,22            | 24,54            | 24,21            | 21,12            | 16,94            | 12,30            | 8,13             |                  |
| Середній мінімум, °C                          | 0,25             | 0,64             | 3,13             | 8,92             | 13,04            | 16,84            | 20,37            | 20,04            | 16,96            | 12,78            | 8,13             | 3,97             |                  |
| Норма опадів, мм                              | 111              | 92               | 86               | 44               | 45               | 33               | 32               | 62               | 138              | 214              | 175              | 139              |                  |
| Середньомісячна швидкість вітру, м/с          | 2.40             | 2.50             | 2.50             | 2.44             | 2.40             | 2.67             | 2.60             | 2.32             | 2.11             | 2.10             | 2.04             | 2.17             |                  |
| Середньомісячна сонячна радіація, кДж/м²·день | 6986             | 9077             | 10979            | 15491            | 19724            | 21713            | 22321            | 18771            | 15239            | 10777            | 8602             | 6643             |                  |
| --------------------------------------------- | ---------------- | ---------------- | ---------------- | ---------------- | ---------------- | ---------------- | ---------------- | ---------------- | ---------------- | ---------------- | ---------------- | ---------------- | ---------------- |
| Джерело:                                      |                  |                  |                  |                  |                  |                  |                  |                  |                  |                  |                  |                  |                  |